# Narnhac
Narnhac est une commune française située dans le département du Cantal, en région Auvergne-Rhône-Alpes.

## Géographie
La commune de Narnhac se situe sur le canton de Saint-Flour-2, au sud-est du Cantal. D’une superficie de 10,29 km2, elle jouxte les communes de Malbo, Saint-Martin et la commune de Thérondels dans l’Aveyron. Elle est bordée par deux cours d’eau, l’Hirondelle, à la limite de Saint-Martin et le Siniq qui descend des hauteurs du Plomb du Cantal en limite avec Malbo. Le bourg se situe à 2 km de la D 990 reliant Aurillac à Pierrefort et Saint-Flour.
Narnhac se présente comme une commune de semi-altitude (entre 756 m et 1 110 m) typique du Barrès avec ses paysages vallonnés constitués essentiellement de pâturages. Une forêt communale de sapins de 11 ha et plusieurs forêts privées plantées de sapin et de chênes viennent ponctuer ce paysage rural.
La cascade de Borie et une grotte située à proximité, la grotte des Cuzeaux, s’inscrivent sur le cours de l’Hirondelle. Le site de Borie, outre la cascade et la grotte, recèle une autre curiosité géologique : l'Hirondelle a creusé une voûte sous la coulée de lave qui couvre le plateau de Lebréjal. Elle a emmené le substratum très tendre sur une épaisseur de 4 à 5 m. Ce travail d'érosion du support permet d'observer du dessous la prismation de la coulée. Les prismes de basalte sont larges puis plus étroits sous l'effet d'un refroidissement plus rapide vers la surface.
En plus de la cascade de Borie sur l'Hirondelle, il convient de citer aussi la cascade de Gascou sur le ruisseau de Moissalou. Le saut de Gascou comme on dit localement se situe en contrebas de la D 990, à l'aplomb de Falies. Le Moissalou fait office de limite entre le Cantal et l'Aveyron d'une part, et, Narnahac et Thérondels d'autre part, sur la portion qui va de son franchissement par la D 990 au confluent de l'Hirondelle.
La configuration du département du Cantal ressemble à un camembert auquel une portion a été ôtée. La part manquante correspond à la pénétration du département de l'Aveyron dans celui du Cantal. Le centre de ce camembert se situe sur la commune de Narnhac, sur l'axe de la route D 401 qui monte vers Chatours et à 600 m au nord  de son croisement avec la D 990. À ce point précis on assiste à la triple rencontre entre Narnhac, Malbo et le département de l'Aveyron.

### Climat
Pour des articles plus généraux, voir Climat d'Auvergne-Rhône-Alpes et Climat du Cantal.
En 2010, le climat de la commune est de type climat de montagne, selon une étude du CNRS s'appuyant sur une série de données couvrant la période 1971-2000. En 2020, Météo-France publie une typologie des climats de la France métropolitaine dans laquelle la commune est exposée à un climat de montagne ou de marges de montagne et est dans la région climatique  Ouest et nord-ouest du Massif Central, caractérisée par une pluviométrie annuelle de 900 à 1 500 mm, maximale en automne et en hiver. 
Pour la période 1971-2000, la température annuelle moyenne est de 8,7 °C, avec une amplitude thermique annuelle de 15,4 °C. Le cumul annuel moyen de précipitations est de 1 595 mm, avec 12,7 jours de précipitations en janvier et 8,5 jours en juillet. Pour la période 1991-2020, la température moyenne annuelle observée sur la station météorologique de Météo-France la plus proche, sur la commune de Valuéjols à 19 km à vol d'oiseau, est de 8,7 °C et le cumul annuel moyen de précipitations est de 892,1 mm,. Pour l'avenir, les paramètres climatiques de la commune estimés pour 2050 selon différents scénarios d'émission de gaz à effet de serre sont consultables sur un site dédié publié par Météo-France en novembre 2022.

## Urbanisme

### Typologie
Au 1er janvier 2024, Narnhac est catégorisée commune rurale à habitat très dispersé, selon la nouvelle grille communale de densité à 7 niveaux définie par l'Insee en 2022.
Elle est située hors unité urbaine et hors attraction des villes,.

### Occupation des sols
L'occupation des sols de la commune, telle qu'elle ressort de la base de données européenne d’occupation biophysique des sols Corine Land Cover (CLC), est marquée par l'importance des territoires agricoles (80,8 % en 2018), en augmentation par rapport à 1990 (77,7 %). La répartition détaillée en 2018 est la suivante : 
prairies (80,8 %), forêts (18,6 %), zones humides intérieures (0,6 %). L'évolution de l’occupation des sols de la commune et de ses infrastructures peut être observée sur les différentes représentations cartographiques du territoire : la carte de Cassini (XVIIIe siècle), la carte d'état-major (1820-1866) et les cartes ou photos aériennes de l'IGN pour la période actuelle (1950 à aujourd'hui).

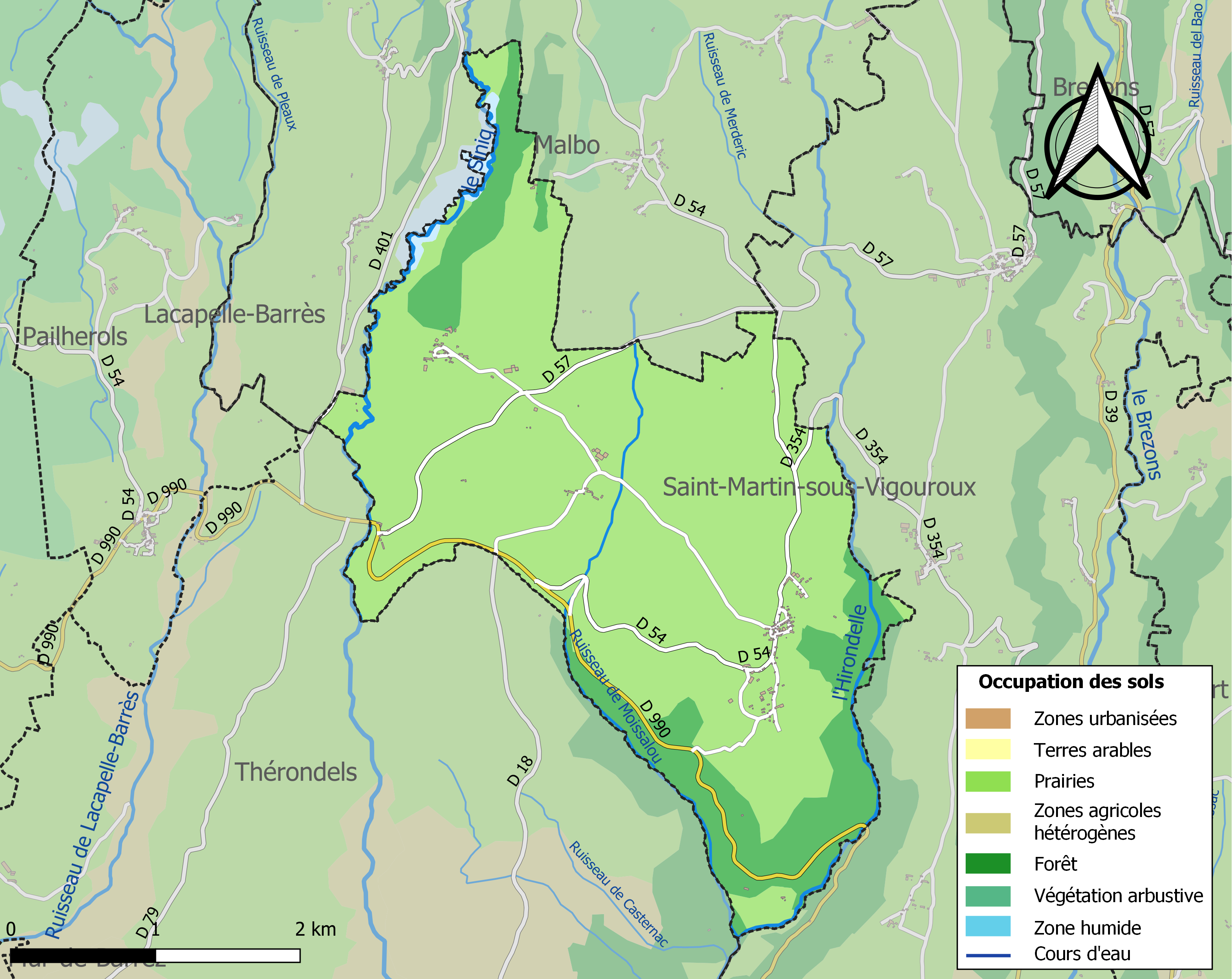
Carte des infrastructures et de l'occupation des sols de la commune en 2018 (CLC).

### Habitat et logement
En 2018, le nombre total de logements dans la commune était de 78, alors qu'il était de 77 en 2013 et de 76 en 2008.
Parmi ces logements, 50,1 % étaient des résidences principales, 42,4 % des résidences secondaires et 7,5 % des logements vacants. Ces logements étaient pour 92,2 % d'entre eux des maisons individuelles et pour 7,8 % des appartements.
Le tableau ci-dessous présente la typologie des logements à Narnhac en 2018 en comparaison avec celle du Cantal et de la France entière. Une caractéristique marquante du parc de logements est ainsi une proportion de résidences secondaires et logements occasionnels (42,4 %) supérieure à celle du département (20,4 %) et à celle de la France entière (9,7 %). Concernant le statut d'occupation de ces logements, 78,9 % des habitants de la commune sont propriétaires de leur logement (82,9 % en 2013), contre 70,4 % pour le Cantal et 57,5 pour la France entière.
| Typologie                                               | Narnhac | Cantal | France entière |
| ------------------------------------------------------- | ------- | ------ | -------------- |
| Résidences principales (en %)                           | 50,1    | 67,7   | 82,1           |
| Résidences secondaires et logements occasionnels (en %) | 42,4    | 20,4   | 9,7            |
| Logements vacants (en %)                                | 7,5     | 11,9   | 8,2            |

## Toponymie
Origine du nom de la commune : Largnac en 1687, Larniat en 1662, Marnhac en 1628, Narnac en 1559, Narnhacum en 1433, Vernhac ou Verniacum au XIVe siècle = lieu où poussent les vergnes.

## Histoire
Le 9 juillet 1944, des soldats ont été tués et le maire, Antoine Aldebert, ainsi qu’une autre personnalité de la commune, Bertrand Vidalenc, ont été fusillés devant la population. Une stèle commémore cet évènement.

## Politique et administration
| Période                                  | Période                    | Identité           | Étiquette | Qualité              |
| ---------------------------------------- | -------------------------- | ------------------ | --------- | -------------------- |
| Les données manquantes sont à compléter. |                            |                    |           |                      |
| mars 2001                                | En cours (au 9 avril 2014) | Jean-Marie Mezange | DVD       | Agriculteur retraité |

## Population et société

### Démographie
L'évolution du nombre d'habitants est connue à travers les recensements de la population effectués dans la commune depuis 1793. Pour les communes de moins de 10 000 habitants, une enquête de recensement portant sur toute la population est réalisée tous les cinq ans, les populations de référence des années intermédiaires étant quant à elles estimées par interpolation ou extrapolation. Pour la commune, le premier recensement exhaustif entrant dans le cadre du nouveau dispositif a été réalisé en 2004.

En 2022, la commune comptait 68 habitants, en évolution de −8,11 % par rapport à 2016 (Cantal : −1,08 %, France hors Mayotte : +2,11 %).
| 1793 | 1800 | 1806 | 1821 | 1831 | 1836 | 1841 | 1846 | 1851 |
| ---- | ---- | ---- | ---- | ---- | ---- | ---- | ---- | ---- |
| 413  | 522  | 504  | 515  | 510  | 500  | 463  | 458  | 422  |

| 1856 | 1861 | 1866 | 1872 | 1876 | 1881 | 1886 | 1891 | 1896 |
| ---- | ---- | ---- | ---- | ---- | ---- | ---- | ---- | ---- |
| 440  | 398  | 396  | 413  | 384  | 362  | 405  | 404  | 386  |

| 1901 | 1906 | 1911 | 1921 | 1926 | 1931 | 1936 | 1946 | 1954 |
| ---- | ---- | ---- | ---- | ---- | ---- | ---- | ---- | ---- |
| 409  | 401  | 342  | 331  | 343  | 302  | 295  | 263  | 246  |

| 1962 | 1968 | 1975 | 1982 | 1990 | 1999 | 2004 | 2006 | 2009 |
| ---- | ---- | ---- | ---- | ---- | ---- | ---- | ---- | ---- |
| 224  | 184  | 138  | 128  | 118  | 84   | 86   | 83   | 77   |

| 2014 | 2019 | 2022 | - | - | - | - | - | - |
| ---- | ---- | ---- | - | - | - | - | - | - |
| 74   | 68   | 68   | - | - | - | - | - | - |

### Manifestations et festivités
La commune de Narnhac est à l’origine de la création d’une amicale nommée « Amicale Lou Pé d’Andel » en 1902. Réunissant d’abord les trois communes de Narnhac, Malbo et Lacapelle-Barrès, elle tire ainsi son nom du trépied utilisé dans les cheminées pour porter au feu la marmite (les pieds de l’andel). Les trois pieds sont devenus quatre avec l’adjonction de la commune de Saint-Martin-s-Vigouroux. D’abord organisée sur trois jours, elle réunissait les habitants des différentes communes autour de repas, bien sûr (notamment la soupe aux choux et la potée auvergnate), mais aussi des concours de belote et de pétanque, une brocante, une tombola, et finissait par le bal. Une messe accompagnait ces festivités. Chaque année, on changeait de commune. En 2009, Narnhac a accueilli sous chapiteau 216 personnes, habitants à l’année, vacanciers, membres de la famille, de passage. Mais cette manifestation regroupant aussi « les Auvergnats de Paris », un repas est organisé en hiver dans la capitale. L’amicale se nomme aujourd’hui « Rencontres d’été des amis du Pé d’Andel ». Les Auvergnats de Paris rentreraient-ils sur leur terre ?
Sur ce versant culturel, notons que la commune a accueilli en 2009 la réalisation d’une pièce de théâtre, dans le cadre de la « Ballade culturelle du Pays de Pierrefort ».
La commune compte aussi une société de chasse.

### Enseignement
L’école communale de Narnhac, organisée en regroupement pédagogique avec Saint-Martin-sous-Vigouroux, a fermé ses portes en 2008.

## Économie
Comme beaucoup de communes du canton, l’habitat est dispersé (8 habitants au km2). On ne compte pas moins de cinq hameaux : Nouvialle, Moissalou, Pont la Vieille, Belmont et Cantaloube. Le bourg lui-même regroupe autour de lui quatre « villages » : la Serre, la Goutte, la Parro et le Mas Bertrand. Malheureusement, comme la plupart des communes alentour, la population a fortement diminué, passant de 224 habitants en 1962 à 84-86 depuis 1999. Bien sûr, les commerces et l’artisanat ont suivi ce dépeuplement. On comptait encore, dans les années cinquante, quatre cafés, une boucherie « multiservice » et un bureau de poste qui assurait également un « courrier » pour les habitants, reliant les gares de Neussargues et Aurillac via Pierrefort. On comptait également un menuisier, un plombier, un forgeron...

## Culture locale et patrimoine

### Lieux et monuments
L'église Saint-Pierre-aux-Liens possède un porche à colonnettes. Le clocher à peigne comportait quatre cloches dont l'une, classée à l'inventaire des monuments historiques, date de 1513 et attend aujourd'hui sa restauration. Deux autres cloches ont disparu.
Le petit patrimoine est nombreux et a fait, pour la plupart, l'objet de restauration : cinq fours à pains, un lavoir, une fontaine, plusieurs croix et oratoires et les ruines d’un ancien moulin.
MOISSALOU est l'éponyme du ruisseau qui traverse ses terres. En 1668, ce village s'appelait Moissalhoux. Après dissection, voici l'étymologie de ce sympathique hameau : « moisse-al-osa » = ruisseau bordé de zones marécageuses // Massales, Moissac, Moissinac, Moisset, Massiac, Moussages...